# ロータス・マーク6

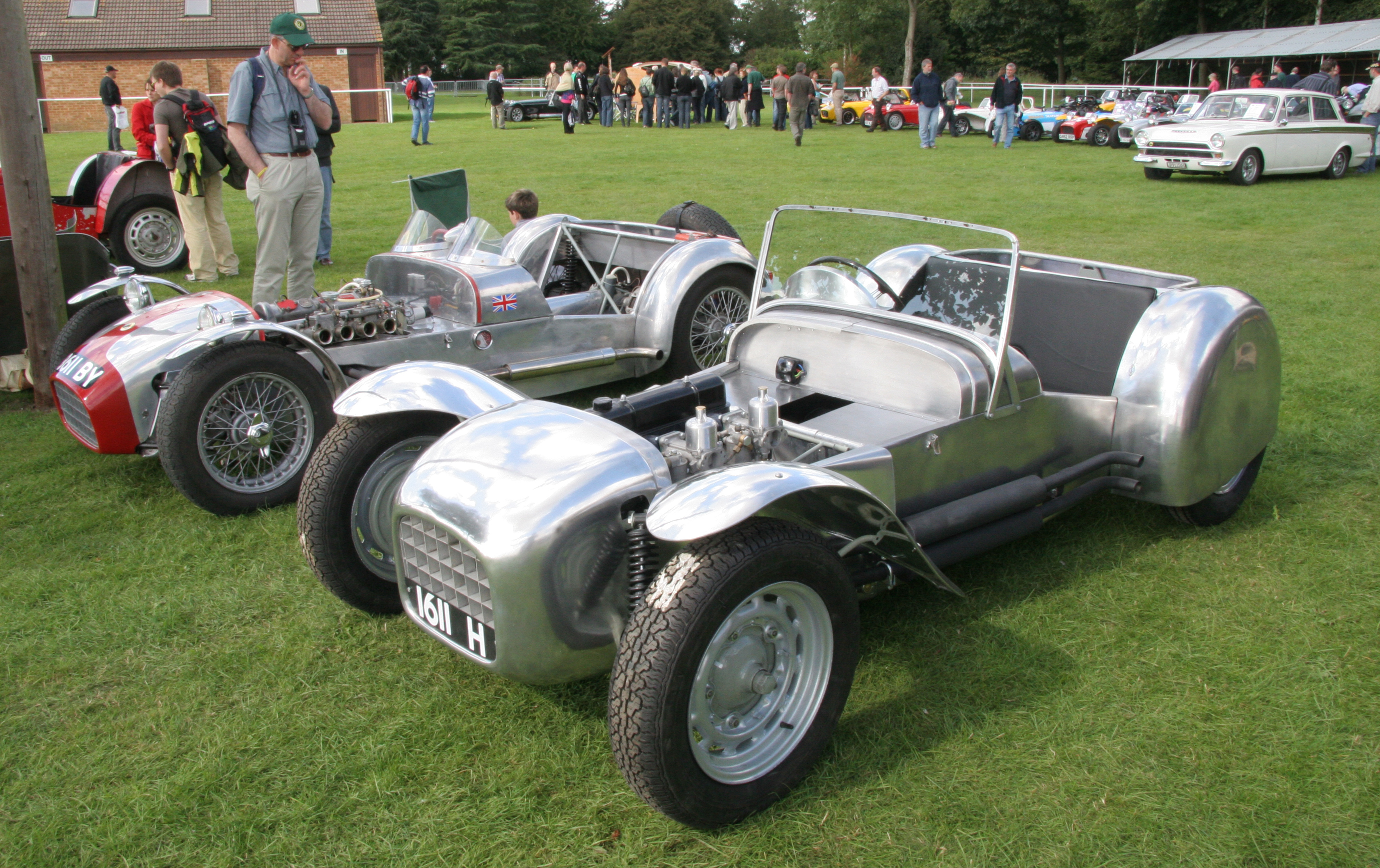
ロータス・マーク6 （シャシナンバー9の個体）

マーク6（Mark 6 ）はイギリスの自動車メーカーであるロータス・カーズが最初に販売した市販車である。
名前通りコーリン・チャップマンが6番目に設計した自動車であるが、750フォーミュラ（750 Formula ）として計画されたマーク5は結局製作されなかったので、実際に形になった自動車では5番目である。
企画段階から量産が考えられており、コーリン・チャップマンはフォード・コンサル・コーティナ用の最新エンジンを搭載しようとフォードに相談したが、フォード側は無名の会社にエンジン単体を販売する気はなく、拒否された。チャップマンの父スタンレーからもフォード社長に手紙を書いたが返事はなく、コーリン・チャップマンはフォードのディーラーを回って部品を入手しエンジンを組み上げた。

## 試作1号車

### エンジン
元は1,508ccOHVであるが、1,500ccクラスのレースに出場できるようにピストンのストロークを短縮した。

### トランスミッション
フォード製3速MT。

### サスペンション
前はフォードのビームアクスルを中央で切断して作ったスイングアクスルタイプの独立懸架にコイルの組み合わせ。後ろはリジッド・アクスルにパナールロッドを追加しコイルスプリングで吊ったもの。

### 戦績
プロトタイプ第一号車ができあがるとすぐに1952年7月のMGカークラブ主催でシルバーストンサーキットで行われたレースに出場して2位入賞を果たし、その後も各レースで活躍した。しかしこの車はナイジェル・アレンが公道で運転していて事故を起こし、コーリン・チャップマンは何とか修理しレース参戦を続けようとしたがこれは直接は果たせず、これがきっかけでアレン兄弟はロータスから離れることになった。

## 量産
コーリン・チャップマンは婚約者のヘイゼルと協力してロータスを株式会社に改め、まずは8台の計画でマーク6の生産にかかった。量産1号車は新たにロータスに入社したマイク・コスティンが組み立て、1953年に登録ナンバー1161Hを得、3,072mm×1,308mm×768mm、430kgという小型軽量を生かして1956年頃まで数々のレースで勝利した。
準備をしていた頃、コーリン・チャップマンは750モーター・クラブの注文に応じてレーシングカーや改造部品を製作販売し、購入希望者が多いことに「皆自動車をいじり、作るのが好きだからだ」とヒントを得て、購入者が組み立てるキットで販売することにした。これは完成車に高率の税金が課される当時のイギリスでは安価に購入できたこと、購入者にエンジン選択や組み立ての楽しみがあるという利点があった。

### エンジン
量産1号車はフォード製1,099ccサイドバルブを搭載していた。販売された分に関しては購入者が自分で調達するか、ロータス側でもいくつか用意していた。
一般的だったのは内径φ63.5mm×行程92.5mmの直列4気筒、総排気量1,172ccのフォード製100E型で、ソレックス製ダウンドラフトキャブレター1基を装着し圧縮比7.0で36hp/4,500rpmを発生した。
他にはMG製MG-T用直列4気筒OHV1,250ccや1,500cc、SOHCのコヴェントリー・クライマックス製FWA型1,098cc、中にはBMWの2リットルエンジンを搭載する者もいたという。多様なエンジンを選択できたことで、オーナーは様々なクラスやカテゴリーのレースに参戦できた。

### 評価
レース勝利によりオーダーは膨れ上がり、ロータスはフル稼働で生産を続けたものの、送り出した製品が活躍してさらなる人気を呼んで注文が殺到するという循環ができて人気はなかなか収まらなかった。結局1955年末までに100台以上が生産された。後継のロータス・セブンが作られ、生産が終了した。